# GBB
GBB - skrót od Gas Blow-Back (ang.), w społeczności airsoftowej oznacza replikę broni palnej napędzaną gazem i wykorzystującą odrzut zamka broni po każdym strzale do załadowania następnej kulki. Repliki gazowe są najmocniejsze i zarazem najmniej celne. Są też repliki karabinów snajperskich na gaz. Są one wówczas bardzo drogie, ale celne i z dalekim zasięgiem. Repliką na gaz, można strzelać tylko w temperaturach wyższych od 11 stopni C. W niższej temperaturze gaz się ulatnia i zasięg spada do 2-3 metrów. Dlatego zimą należy stosować „zimową” wersję green gazu przeznaczoną do stosowania przy temperaturach poniżej 11 stopni C.